# Reincarnazione

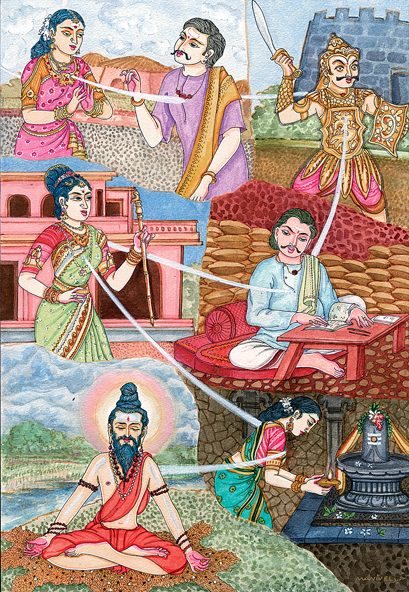
Rappresentazione della reincarnazione secondo l'induismo

La reincarnazione è il concetto religioso di rinascita dell'anima, o dello spirito di un individuo, in un altro corpo fisico, un certo tempo dopo la morte.
Il termine reincarnazione è considerato sinonimo di metempsicosi ed è spesso riferito al modello culturale e religioso orientale e ai modelli spiritistici che descrivono una trasmigrazione dell'anima in altri corpi (anche vegetali, animali o minerali) sino a quando l'anima non si sia liberata completamente dalla materialità. Olimpiodoro ritiene più corretto il termine che si ritrova in Plotino "metensomatosi" (da σῶμα, sôma, "corpo"), indicante la trasmigrazione dell'anima esclusivamente in corpi umani. L'espressione "trasmigrazione dell'anima" è un adattamento dal latino tardo trasmigrātĭo-ōnis derivato da trasmigrāre, e quindi da migrāre, espressa ancor prima nella filosofia della Grecia antica con il termine "μετεμψύχωσις" (metempsicosi), ed è attribuibile a Pitagora o anche a Ferecide di Siro.

## Diffusione
È una delle credenze più riconosciute in ambienti legati all'induismo, al giainismo, al sikhismo e al buddhismo, anche se in quest'ultimo caso non riguarda la reincarnazione dell'anima ma quella del karma, ad alcune religioni africane e altre filosofie o movimenti religiosi. La maggior parte dei pagani contemporanei crede nella reincarnazione. Nell'antichità occidentale questa credenza era molto diffusa nelle scuole filosofiche come quella platonica o nei movimenti religiosi come l'orfismo. Divenne poi fondamentale nel misticismo neoplatonico pagano con Plotino, Giamblico e Proclo. La metempsicosi si ritrova nel manicheismo e in alcune sette dell'islamismo come quella dei Drusi.
Nel secolo scorso, uno dei più importanti propugnatori della reincarnazione in Occidente è stato il filosofo austriaco Rudolf Steiner (1861-1925), nell'ambito della sua corrente di pensiero denominata antroposofia. Più di recente, la dottrina della reincarnazione ha formato parte integrante del movimento New Age. La reincarnazione è inoltre riconosciuta principalmente nelle società che praticano o praticavano la cremazione dei defunti, basata sulla convinzione che lo spirito del defunto dopo la morte si distaccasse dal corpo che poteva quindi essere distrutto dal fuoco.

## Reincarnazione in filosofia
La reincarnazione nella filosofia occidentale viene indicata con il termine metempsicosi (dal greco antico μετεμψύχωσις metempsicosis, "passaggio delle anime") intendendo la trasmigrazione dell'anima o dello spirito vitale dopo la morte in un altro corpo di essere umano, animale o vegetale.
Erodoto riferisce di una credenza nella metempsicosi presso gli Egizi e ritiene che da questi si sia trasmessa ai Greci. Gli storici hanno dimostrato che quanto riportato da questo autore non sia attendibile in quanto non è stata rinvenuta nessuna concezione simile alla metempsicosi nella religione egiziana.

### Pitagora

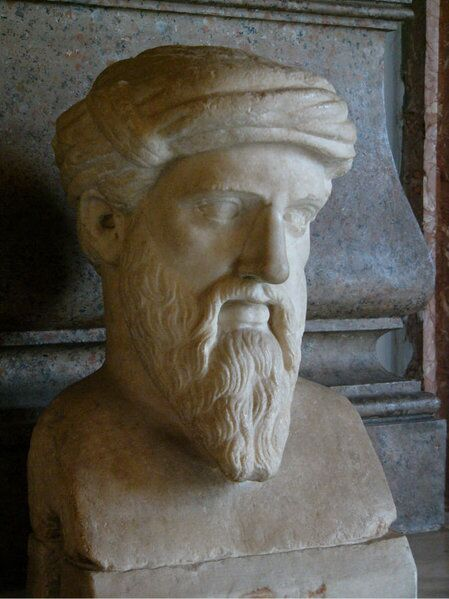
Pitagora

Nell'ambito della filosofia occidentale, Pitagora e la sua scuola sembrano essere stati fra i primi a sostenere la dottrina della reincarnazione o metempsicosi, seppure sulla base di culti orfici preesistenti. L'uomo secondo i pitagorici è precipitato sulla Terra a causa di una colpa originaria, per via della quale è costretto a trasmigrare da un corpo a un altro, non solo di umani ma anche di piante e animali. Per liberarsi da questa catena di morti e rinascite occorre ritornare allo stadio di purezza originaria dedicandosi alla contemplazione disinteressata della verità, praticando dei rituali esoterici di iniziazione e di catarsi, di purificazione. I pitagorici ritenevano che la vita del matematico fosse quella che più si avvicinasse alla condizione libera e divina in cui l'anima si trovava prima della sua caduta.
Nell'orfismo e nella scuola pitagorica la metempsicosi era collegata alla loro cosmologia poiché essi sostenevano che questa avvenisse ciclicamente al compimento di un corso astronomico dell'universo.
Aristotele cita la metempsicosi come un "mito" della scuola pitagorica mentre Platone, il più noto per la sua dottrina della trasmigrazione delle anime, non nomina mai Pitagora ma indica piuttosto Filolao, uno dei membri della scuola pitagorica.
Senofane, in alcuni versi riportati da Diogene Laerzio, allude alla metempsicosi riferendola a un aneddoto con protagonista Pitagora che riconosce in un cane un suo vecchio amico:
Oltre a questo riferimento lo stesso Diogene Laerzio scrive che Pitagora fu il primo a introdurre presso i Greci la nozione di "anima", legata nel tempo a vari corpi di esseri viventi.

### Empedocle
Empedocle nelle sue Purificazioni riprenderà la dottrina orfico-pitagorica della metempsicosi, sostenendo - sulla scia di Parmenide - che nell'universo nulla si crea e nulla si distrugge, e aggiungendo che tutto si trasforma sulla base del contrasto di due forze soprannaturali, Amore e Odio, le quali determinano l'aggregazione o la disgregazione dei quattro elementi fisici. Pertanto l'anima è immortale, e la sua nascita e la sua morte in un corpo fisico sono solo aspetti transitori dovuti all'intervento delle due forze cosmiche. L'uscita dal ciclo dipende per ognuno dal comportamento tenuto in vita.

### Platone
Riappropriandosi della tradizione orfica e pitagorica, Platone fece della reincarnazione, trattata soprattutto nel Mito di Er il perno della sua dottrina della conoscenza, basata sul concetto di reminiscenza o anamnesi. Secondo Platone l'esistenza della reincarnazione è testimoniata dal fatto che le nostre conoscenze del mondo sensibile si basano su forme e modelli matematici che non trovano riscontro in esso, ma sembrano provenire da un luogo al di là del cielo, l'iperuranio, dove il nostro intelletto doveva averli contemplati prima di nascere. Nel mito del carro e dell'auriga, da lui esposto nel Fedro, egli immagina che l'anima, in seguito alla morte, sia simile a una biga che cerca il più possibile di risalire al cielo iperuranio, dimora delle Idee, per assorbirne la sapienza.
A causa della propria concupiscenza, simboleggiata da un cavallo nero, l'anima è facilmente soggetta a precipitare nuovamente verso il basso, cioè a reincarnarsi. Chi è precipitato subito rinascerà come una persona ignorante o comunque lontana dalla saggezza filosofica, mentre coloro che sono riusciti a contemplare l'Iperuranio per un tempo più lungo rinasceranno come saggi e come filosofi. La reincarnazione consente secondo Platone di spiegare anche l'innatismo della conoscenza, concezione secondo la quale l'apprendimento consiste propriamente nel ridestarsi di un sapere già presente in forma latente nella nostra anima, ma che era stato dimenticato al momento della nascita ed era perciò inconscio: conoscere significa dunque ricordare.

### Neoplatonici
Dopo Platone, la dottrina della reincarnazione o metempsicosi passerà nei neoplatonici e in varie correnti gnostiche, esoteriche ed ermetiche, proprie del tardo Ellenismo. Filone di Alessandria fu tra i primi a conciliare la religione ebraica con la reincarnazione platonica. Plotino, Porfirio -che negò la metasomatosi, cioè la reincarnazione dell' uomo in un corpo animale-, Giamblico e Proclo, ripresero sostanzialmente da Platone la concezione che l'anima si reincarni e ritorni sulla Terra a causa di una colpa originaria, per espiare la quale occorre compiere un lungo cammino di ascesi, liberandosi dagli affetti terreni che altrimenti potrebbero indurre l'anima a restare vincolata alla materia.

### Chiesa cattolica
San Paolo afferma:
(Ebrei 9,27)
Sulla base di questo assunto biblico il Catechismo della Chiesa cattolica dichiara:
(CCC, n. n. 1013)

### Nelle comunità eterodosse della Chiesa primitiva
La reincarnazione fu accolta solo presso ambienti cristiani poi ritenuti eterodossi. Origene sembrava accettare la possibilità di una preesistenza dell'anima anteriore alla nascita, ma contestava che lo spirito umano potesse "retrocedere" reincarnandosi nel corpo di animali. In seguito la reincarnazione fu ribadita dal filosofo Scoto Eriugena.
Secondo i sostenitori della presenza della dottrina reincarnazionista nel cristianesimo,  alcuni passi del Vangelo farebbero indurre la possibilità di una visione reincarnazionista anche nel cristianesimo, ad esempio:
- Quando Gesù chiede ai discepoli riguardo all'opinione della folla: «Chi credete che io sia?», essi rispondono: «Alcuni dicono che sei Giovanni Battista, altri Elia ed altri Geremia o uno dei Profeti».[23] Ciò testimonierebbe l'accettazione della possibilità che un profeta del passato potesse reincarnarsi nel Cristo. Nei versi successivi Gesù conferma la risposta di Pietro apostolo ("Sei il Figlio del Dio vivente")[24]. Tuttavia, il riferimento metaforico a Elia in luogo di Giovanni il Battista è chiaramente presente in Matteo 11,14[25] ("Se lo volete accettare, egli è quell’Elia che deve venire).[26]
- L'episodio della trasfigurazione sul monte Tabor: «Ma io vi dico che Elia è già venuto e non lo hanno riconosciuto, [...] allora i discepoli compresero che aveva parlato di Giovanni il Battista».[27][28]
- «Tutti i profeti e la legge hanno profetato fino a Giovanni e, se volete accettarlo, egli è quell'Elia che doveva venire».[29]
- Quando i farisei interrogano il cieco che annuncia la guarigione: «Tu sei venuto al mondo ricoperto di peccati e vuoi farci da maestro».[30] Ciò testimonierebbe l'assunzione da parte dei farisei che le condizioni di vita alla nascita di un uomo deriverebbero da una condotta di vita precedente rispetto a quella attuale.
- Quando i farisei interrogano il Battista su chi egli sia e con quale autorità compia il suo ministero, gli prospettano tre personaggi di cui uno sicuramente morto, ovvero Elia, il Messia o il Profeta.
- A tutti i passi biblici del Nuovo Testamento va`  osservato che secondo l`ebraismo il Profeta Elia non era morto, bensi ancora vivo trasportato in Cielo ( Re 2 , Cap 2, 11 ). Non essendo morto , quindi, Elia nemmeno poteva reincarnarsi.
- Un ulteriore passo che in una lettura mistico-filosofica non canonica può essere visto come una conferma fatta da Gesù stesso in merito alla possibilità della reincarnazione, è quello riportato in Matteo 22:28-32 e nei corrispondenti Marco 12:23-27 e Luca 20:33-38.[31]

Tuttavia, in senso contrario 1 Pietro 3:18-20 afferma che "Cristo è morto una volta per sempre per i peccati, giusto per gli ingiusti".
Nel Vangelo secondo Giovanni, il dialogo fra Gesù e Nicodemo pone in modo più esplicito la domanda sulla possibilità di una seconda nascita:
(Giovanni 3:1-6)
Gesù menziona una "rinascita dall'alto" e una "nascita in acqua e Spirito", che è diversa dalla nascita della carne e non presenta limiti d'età. Esse sono anche poste in relazione al sacramento del battesimo che mediante l'acqua e la grazia dello Spirito Santo segnano una seconda nascita terrena, che è l'appartenenza e partecipazione in anima e corpo al Corpo Mistico di Cristo risorto.
Anche in un testo gnostico denominato Pistis Sophia verrebbe prospettata la possibilità della reincarnazione, sempre però in vista di un suo superamento finale. Va però precisato che, tra i tanti testi gnostici e apocrifi, la quasi totalità di questi riprende l'idea della rinascita in questa vita (come detto sopra o in Giovanni, III) e non in un'altra.

#### Controversie sulla reincarnazione
Alcune delle prime sette cristiane come i Sethiani, e a seguire la corrente gnostica di Valentino, credevano nella reincarnazione. Nel clima del sincretismo ellenistico, la dottrina della reincarnazione trova varie testimonianze come quella san Gregorio Nisseno, fratello minore di Basilio di Cesarea, che affermò: «È una necessità di natura per l'anima immortale essere guarita e purificata, e quando questa guarigione non avviene in questa vita, si opera nelle vite future e susseguenti». Così Giustino: «Alcune anime che si credono indegne di vedere Dio a seguito delle loro azioni durante le reincarnazioni terrene, riprenderanno i corpi». Origene sostenne che «in quanto a sapere perché l'anima ubbidisce talvolta al male, talvolta al bene bisogna cercare le cause in una nascita anteriore alla nascita corporea attuale»; egli tuttavia, se ammetteva la reincarnazione da uomo a uomo, si espresse in maniera diversa circa la dottrina della metensomatosi (cioè rinascita in corpi di animali) respingendola come «stoltezza» ed «estranea alla Chiesa di Dio, non tramandata dagli apostoli, né mai manifestata dalle Scritture» poiché lo stesso corpo accompagna l'anima.
Fra gli avversari della dottrina della reincarnazione vi fu invece Tertulliano. La disputa di fatto si concluse con la definitiva condanna della reincarnazione nel sinodo di Costantinopoli del 553. Per ordine dell'imperatore Giustiniano, che si riteneva capo supremo della chiesa d'Oriente, venne condannata la dottrina di Origene con nove anatemi del patriarca Menas. Il primo di questi recitava:
In seguito la credenza nella reincarnazione riemerse nelle eresie dei Catari e degli Albigesi, diffuse nella Linguadoca, e quindi nei pensatori cristiani rinascimentali.
Oggi la dottrina della reincarnazione permane ufficialmente respinta dalla Chiesa cattolica e dalla Chiesa ortodossa.
Alcuni evangelici e fondamentalisti cristiani considerano ogni fenomeno che riguarda la reincarnazione come inganno del diavolo. Tra i cattolici, altra obiezione viene dal teologo Battista Mondin secondo cui nella maggior parte dei casi non ci sarebbe nessun ricordo di vite passate o esperienze vissute, così come anche di conoscenze o attitudini accumulate.

### Età moderna
Col Rinascimento tornarono in voga le dottrine platoniche della reincarnazione soprattutto in Giorgio Gemisto Pletone, Marsilio Ficino e Giordano Bruno, insieme alle correnti esoteriche dell'alchimia. Di nuovo nel Romanticismo la reincarnazione fu sostenuta da Arthur Schopenhauer,, da Giuseppe Mazzini.. L'idea fu appoggiata anche da alcuni trascendentalisti americani, quali Henry David Thoreau, Ralph Waldo Emerson e Walt Whitman, e dalla Società Teosofica.
Vari contemporanei hanno tentato una conciliazione tra cristianesimo e reincarnazione. Geddes Macgregor scrisse un libro intitolato Reincarnazione nella cristianità: una nuova visione della Rinascita nel pensiero Cristiano, Rudolf Steiner è stato l'autore di Cristianità come fatto mistico, e Tommaso Palamidessi ha scritto Memorie di vite passate e le sue Tecniche, che contengono alcuni metodi attraverso i quali sarebbe possibile ottenere memorie dalle vite precedenti.
Tra i gruppi che si considerano cristiani e credono nella reincarnazione, si ricordano la Chiesa cattolica liberale, l'Unitarianismo, i Movimenti Spiritualisti Cristiani, la Compagnia Rosacruciana e il Lectorium Rosicrucianum.
Tuttavia, il battesimo praticato nelle comunità steineriane è nullo e privo di valore all'interno della Chiesa cattolica.

## Reincarnazione nel buddhismo

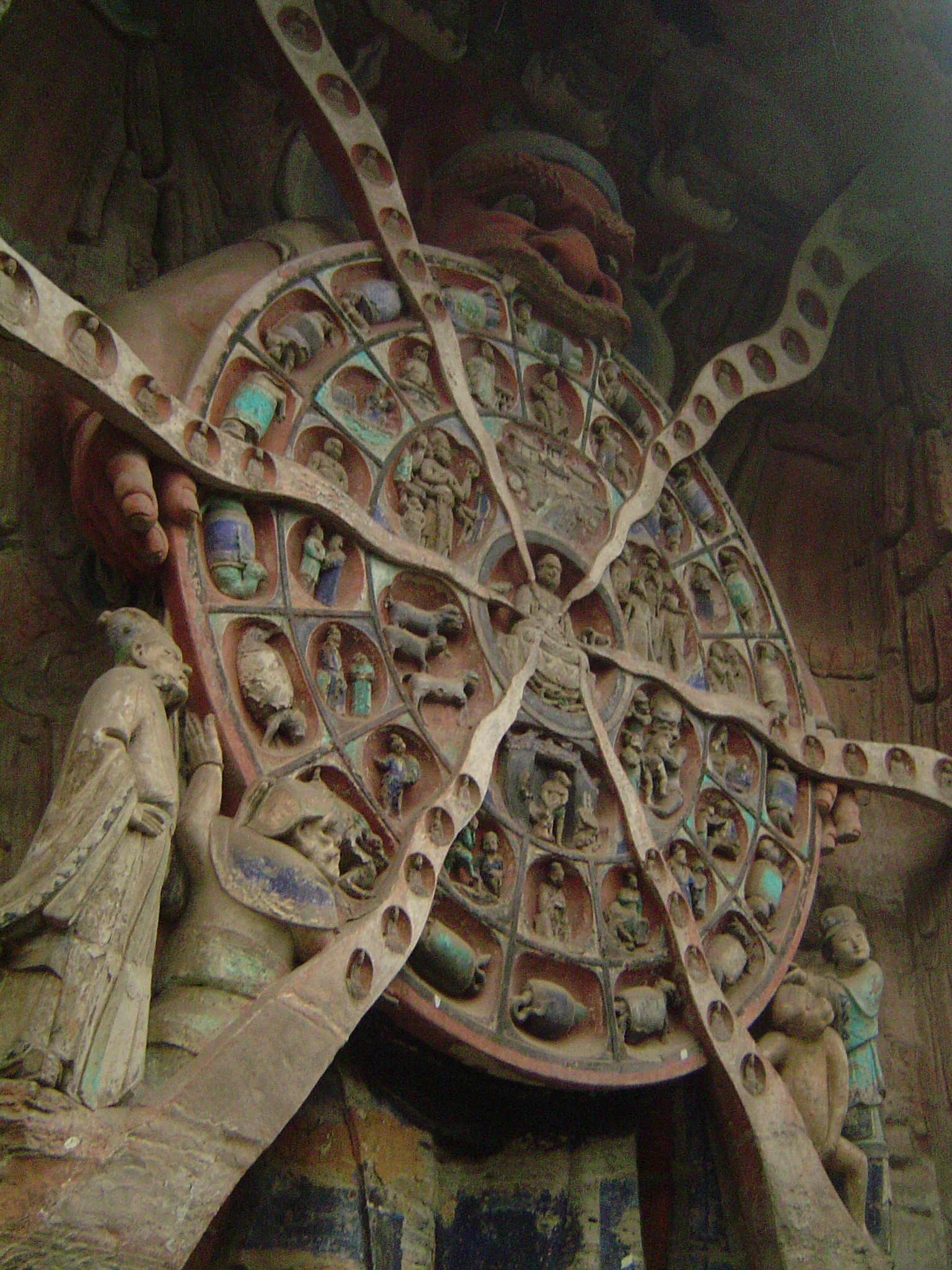
Bassorilievo buddhista: Yama, signore della morte, stringe la Ruota dell'esistenza

Nell'ambito delle diverse scuole buddhiste ci sono diverse interpretazioni del concetto di reincarnazione. In termini generali, e tenendo conto che i limiti non sono mai netti, le scuole che la contemplano maggiormente sono quella del Veicolo adamantino o buddhismo Vajrayāna, che comprende soprattutto il cosiddetto buddhismo tibetano, e la scuola Theravāda ovvero il buddismo delle origini. Per entrambe queste scuole è centrale il concetto di saṃsāra, ossia del ciclo di vita nel mondo materiale di tutti gli esseri, che non si conclude con la morte, ma che ricomincia con una rinascita e quindi con una reincarnazione fino alla liberazione nel Nirvana dal ciclo di nascita e morte. Questa concezione della reincarnazione è di derivazione induista, nell'ambito del quale viene contemplato un ātman ossia un sé assimilabile a ciò che gli occidentali chiamerebbero anima; ma la concezione induista si scontra nel buddismo con la dottrina dell'anātman, o non sé, che nega l'esistenza in primo luogo di un io individuale, permanente e immutabile, per cui non essendoci un io, un sé e quindi un'anima, mancherebbe il soggetto stesso della reincarnazione.
Nel buddhismo Mahāyāna permane la contraddizione ma in alcune scuole come quella dello Zen e soprattutto nell'abito dello Zen occidentale contemporaneo, si pone l'accento sul fatto che la tradizione del buddhismo antico non parla di reincarnazione ma di rinascita, che andrebbe intesa come rinascita psicologica che avviene in questa vita nel momento in cui si arriva all'illuminazione anch'essa raggiungibile in questa vita. Anche il concetto di karma come principio di causa-effetto è inquadrato nell'ambito di una sola vita in cui a ogni azione negativa conseguiranno effetti negativi sulla propria vita e a ogni azione positiva conseguiranno effetti positivi sulla propria vita. Anche lo Zen però non risolve in modo definitivo la questione perché parallelamente continua ad affermare la dottrina dei Bodhisattva secondo cui gli esseri umani che hanno raggiunto l'illuminazione, dopo la cessazione della loro vita terrena, scelgono di tornare a vivere all'interno di un corpo terreno per continuare ad aiutare tutti gli esseri, riammettendo così il concetto classico induista di reincarnazione.
Un altro tentativo di superare la contraddizione viene fatta recentemente in ambito Zen da Thích Nhất Hạnh che dice che, come si afferma nei sutra, non esistendo né nascita e né morte non ha senso parlare in termini di reincarnazione o di rinascita, ma secondo il monaco Zen sarebbe invece più corretto parlare di ri-manifestazione, non precisando tuttavia come questa sua concezione si possa integrare con la concezione della reincarnazione dei Bodhisattva.
Nella scuola degli Yogācāra, appartenenti al buddhismo Mahāyāna, ha avuto origine la dottrina dell'ālāyavijñāna, la "coscienza deposito", l'ottava delle "coscienze", Vijñāṇa, quale responsabile del trasferimento dei semi, o impressioni, che gli atti volitivi lasciano sul loro autore, anche alle rinascite successive. Questa coscienza successivamente venne identificata da alcuni autori Yogācāra come uguale al concetto del Tathāgatagarbha, la "Matrice dei Così-Venuti/Andati", e pertanto è ritenuta assolutamente identica alla Vacuità. È da tener presente che la dottrina dell'ālāyavijñāna fu tuttavia criticata e rigettata dagli autori Mādhyamika, un'altra importante scuola Mahāyāna, come "sostanzialista" in quanto sostanziava la Vacuità attribuendole un'esistenza propria.

## Reincarnazione nell'induismo
Nella Bṛhadāraṇyaka Upaniṣad si legge: «Come un orefice prende la materia di un gioiello e con essa foggia un disegno nuovo e più bello, allo stesso modo questo ātman scrollandosi via il corpo e rendendolo insensibile, ne foggia una forma nuova e più bella». (IV,4,4)
Il Manusmṛti (Leggi di Manu) afferma esplicitamente: «Considera attentamente le trasmigrazioni degli uomini, cagionate dalle loro azioni colpevoli… lo spirito vitale che esce dal corpo per rinascere nel grembo di una creatura umana… le sciagure che soffrono gli esseri animati a cagione delle loro iniquità e la felicità inalterabile che invece provano nella contemplazione dell'essere divino che conferisce ogni virtù».
Nella Bhagavadgītā (Il canto Divino) Krishna afferma: «Come l'anima incarnata passa in questo corpo dall'infanzia alla giovinezza e poi alla vecchiaia, così l'anima passa in un altro corpo all'istante della morte. L'anima realizzata non è turbata da questo cambiamento». (B.Gita 2.13) E ancora: «Come una persona indossa vestiti nuovi e lascia quelli usati, così l'anima si riveste di nuovi corpi materiali abbandonando quelli vecchi e inutili». (B.Gita 2.22).
Un gruppo relativamente piccolo come l'Associazione internazionale per la coscienza di Krishna, popolarmente noto come Hare Krishna, ha distribuito milioni di copie dei suoi libri e opuscoli. Il testo sulla reincarnazione più diffuso dagli Hare Krishna è diventato popolarissimo in numerosi Paesi dell'Occidente, è spesso citato anche in contesti insospettati e ha certamente contribuito alla moda della reincarnazione, anche presso persone che non si sognerebbero mai di aderire al movimento degli Hare Krishna.

## Reincarnazione nell'ebraismo
ma la terra resta sempre la stessa.

Il sole sorge e il sole tramonta,

si affretta verso il luogo da dove risorgerà.

Il vento soffia a mezzogiorno, poi gira a tramontana;

gira e rigira

e sopra i suoi giri il vento ritorna.»
La concezione reincarnazionista non è estranea neanche all'ebraismo. È infatti insegnata dalla Qabbalah, la componente più profonda mistico-esoterica della religione ebraica.
Poiché secondo lo studioso Gershom Scholem la dottrina della trasmigrazione era diffusa nel II secolo presso le comunità manichee e cristiane, non è impossibile che il suo ingresso nell'ebraismo sia dovuto proprio alle influenze delle filosofie indiane veicolate dal manicheismo, dal neoplatonismo così come dagli insegnamenti degli Orfici.

## Reincarnazione nell'islam
L’islam non contempla la reincarnazione, tuttavia nella corrente Ismailita, in special modo nella variante drusa e nizarita vi è la credenza secondo la quale esiste la reincarnazione. A sostegno di questa credenza vi sono una serie di sure del Corano che sembrano alludere a questa possibilità: II 243, XVII 6, XXIV 55, XXVIII 5-6, XXVII 83-86.
Gli studiosi sunniti considerano queste altre sure legate al concetto di reincarnazione:
(Corano XXXIX 42)
(Corano III 27)
(Corano XL 11)
(Corano II 259)
Sempre nel Corano inoltre è citata la leggenda dei "sette dormienti", assimilabile anche in questo caso al concetto di reincarnazione.
Il filosofo sufi del XIII secolo Aziz ad-Din Nasafi in uno dei suoi scritti afferma:
Anche in questo caso l'allusione alle reincarnazioni e a una presunta evoluzione dell'anima da una vita all'altra. Mentre una citazione successiva sempra essere ancora più esplicito:
(Aziz ad-Din Nasafi)
L'islam contempla anche dei termini riconducibili alla reincarnazione come maskh ossia trasmigrazione che può avvenire anche allo stadio animale è un concetto coranico (II 61-65, VII 166, XXXVI 67), raskh verso le piante e naskh o metempsicosi. Il concetto è ovviamente collegato al proprio comportamento in vita.
Nel poema di Farid al-Din 'Attar Il verbo degli uccelli si cita un episodio in cui un uomo particolarmente legato al suo oro che dopo morto ricompare in sogno al figlio col volto di topo. Alla domanda del figlio sul perché abbia quel volto egli rispose: 

Nell'ambito della cultura islamica, anche i Drusi, nel loro sincretismo religioso, seguono la dottrina della metempsicosi.

## Neopaganesimo e New Age
I moderni movimenti del neopaganesimo e della New Age spesso accettano la credenza nell reincarnazione.

## Reincarnazione secondo l'antroposofia
L'antroposofia di Rudolf Steiner considera la reincarnazione come un aspetto importante della scienza dello spirito. Secondo Steiner nell'uomo è presente un corpo fisico, uno eterico, uno astrale e infine l'Io.
Alla morte egli abbandona progressivamente i primi tre, finché rimane soltanto l’Io (corpo mentale) in forma di "seme" che cresce nel mondo spirituale, fino a ricevere, dopo un lungo periodo (da cinquecento a mille anni), un nuovo corpo astrale ed eterico, sceglie i genitori, vede la sua vita futura in un rapido quadro d'insieme e infine si reincarna in un nuovo corpo fisico. Ciascuna vita è influenzata dalle precedenti secondo la legge del karma. Tra una reincarnazione e l'altra sussisterebbe il kamaloka, un periodo intermedio in cui l'anima rivive su sé stessa le emozioni suscitate agli altri nel corso dell'esistenza.
Con questa idea sulla natura dell'uomo e dell'universo (cosmologia) di stampo religioso (affine solo per certi aspetti all'induismo) si ripropone il tema teosofico della discesa (o "condensazione") dello "spirito" nella materia e della sua successiva risalita o "spiritualizzazione".
Secondo Steiner coloro che in vita non riescono a sollevarsi verso una maggiore spiritualità furono un tempo incarnati in popoli non evoluti.
La reincarnazione viene ammessa anche per spiegare la presenza di caratteristiche spirituali, ad esempio un talento musicale, o una predisposizione alla matematica, che non possono derivare da fattori ereditari, perché altrimenti dovrebbero trovarsi all'inizio della linea ereditaria anziché alla fine.
Il concetto di reincarnazione antroposofico ha inoltre una peculiarità che lo discosta dalla concezione classica orientale: in quest'ultima infatti essa attiene soltanto al karma individuale del singolo uomo, mentre nella concezione di Rudolf Steiner essa rende possibile l'evoluzione dei popoli, e dell'umanità nel suo complesso: tramite la reincarnazione, che può avvenire solo da uomo a uomo, gli uomini vissuti in un determinato periodo storico hanno la possibilità di portare con sé, in epoche successive, quanto hanno imparato nella loro vita precedente. È così che la civiltà riesce a progredire, grazie alla continua ridiscesa sulla Terra di anime già dotate di un bagaglio di esperienze, che di volta in volta si arricchisce. Si tratta di una visione imbevuta anche di cristianesimo perché i singoli uomini si reincarnano non solo per una questione di salvezza personale, ma anche per amore del genere umano, per portare cioè il proprio contributo alla sua evoluzione complessiva.
Steiner nei suoi scritti evidenzia come gli stessi Vangeli parlino di reincarnazione, seppur l'interpretazione dottrinale neghi questo aspetto. Un esempio evidente è nel Vangelo di Matteo:
Mentre scendevano dal monte, i discepoli domandarono a Gesù: "Perché dunque gli scribi dicono che prima deve venire Elìa?". Ed egli rispose: "Sì, verrà Elìa e ristabilirà ogni cosa. Ma io vi dico: Elìa è già venuto e non l’hanno riconosciuto; anzi, hanno fatto di lui quello che hanno voluto. Così anche il Figlio dell’uomo dovrà soffrire per opera loro". Allora i discepoli compresero che egli parlava loro di Giovanni il Battista.»
(Matteo 17, 10-13)

## Studi e ricerche

### Reincarnazionisti
Nell'ambito dell'esercizio della professione medica, alcuni professionisti hanno riportato i risultati di estese ricerche basate sulla presunta regressione a vite passate, ottenuta con l'ipnosi o con tecniche di rilassamento guidato, nel corso delle quali i soggetti coinvolti descrivevano con notevoli dettagli esperienze di vita che si sarebbero svolte sino a diversi secoli, o anche millenni, anteriori alla loro nascita. Un altro metodo di ricerca è invece stato quello di vagliare la veridicità delle affermazioni di bambini che impersonificavano personalità precedenti defunte, osservando se presentassero dei segni di nascita (voglie, malformazioni, ecc.) corrispondenti a quelli dei morti. Tra questi studiosi, nell'uno o nell'altro approccio, si possono ricordare:
- Helen Wambach, che ha condotto studi su 1 088 soggetti;[55]
- Brian Weiss, che ha pubblicato diversi best seller sulla sua attività di psichiatra basata sulla tecnica della regressione;[56]
- lo psichiatra e docente universitario Ian Stevenson;[57]
- Jim B. Tucker, direttore della clinica di psichiatria infantile dell'Università della Virginia, "allievo" di Stevenson.

Quest'ultimo (Tucker) ha continuato l'opera del suo predecessore effettuando uno studio comprendente molti nuovi casi in particolare sui bambini che affermano di ricordare vite precedenti. Nel suo saggio Life before Life: a scientific investigation of children's memories of previous life, egli descrive quarant'anni di ricerche compiute in tal senso, e da lui ereditate e continuate. I bambini da lui analizzati, così come da Stevenson prima, provengono da ogni angolo del pianeta e da diversi tipi di famiglia. L'età di questi bambini varia all'incirca dai due ai sei anni, dopodiché tali ricordi verrebbero dimenticati. I ricercatori, una volta raccolte le testimonianze, sono andati personalmente nei posti indicati dai bambini a incontrare le persone di cui avevano parlato, riscontrando, a loro dire, che avevano detto la verità. Psicologi come Tucker analizzano i casi di centinaia di pazienti, e spesso per verificare le informazioni che i bambini ricordano devono interrogare almeno una cinquantina di persone diverse. Stevenson per primo fece notare, tra le altre cose, che organizzare una truffa coinvolgendo più di cinquanta persone è quantomeno difficile, se non impossibile.

#### I risultati di J. B. Tucker
Secondo la testimonianza di Jim B. Tucker, i bambini analizzati non usano mai l'espressione "vita precedente" pur descrivendo con chiarezza ciò che sarebbe loro avvenuto in passato. Un bambino turco, per esempio, avrebbe fornito molti dettagli circa la sua famiglia passata residente nella città di Istanbul, che si trovava molto lontano dal luogo dove abitava adesso, aggiungendo particolari di parenti avuti in passato, citando i loro nomi armeni assieme ai relativi indirizzi di casa. Ricordava anche i nomi della moglie e dei figli.
Non tutti i bambini però ricorderebbero le vite precedenti. Tucker avrebbe notato che nel 70% dei casi i bambini ricordano morti avvenute soprattutto in circostanze non naturali, quali incidenti, episodi traumatici improvvisi e morte violenta.
A fronte dei suoi vari esperimenti, che lo hanno portato a ritenere che la coscienza non sia un prodotto del cervello bensì dell'anima, e che quindi sia immortale, Jim B. Tucker non vuole usare il termine "reincarnazione", pur affermando che tale possibilità non possa essere esclusa del tutto; egli preferisce parlare di prove concrete sulla sopravvivenza delle emozioni umane in presenza di specifiche circostanze.

### Obiezioni alle teorie reincarnazioniste
Secondo René Guénon nel suo L'errore dello spiritismo (L'Erreur spirite, 1923) esiste un errore di fondo nella confusione che farebbe lo spiritismo tra reincarnazione e metempsicosi e trasmigrazione delle anime. Queste concezioni vanno sostituite con la teoria metafisica degli «stati molteplici dell'essere», a cui dedicherà successivamente uno studio specifico. I reincarnazionisti hanno tradotto quelle che secondo questo autore erano solo favole pedagogiche orientali nell'idea della reincarnazione, a cui lui non crede.
(Giuliano Kremmerz, La scienza dei Magi, volume 2, p. 363, Mediterranee, 1983)
Nel suo L'Erreur spirite Guénon si scaglia in sostanza contro lo spiritismo, l'occultismo e la meta-psichica, sostenendo, come ironizza l'esoterista italiano Kremmerz, che «gli spiriti dei morti, filosoficamente, non possano affatto comunicare coi vivi, perché, per un milione di perché, la disgregazione del morto è affare assodato».
Presupposto ineliminabile della reincarnazione è quello di sostenere l'esistenza di un'anima immortale che, come nella concezione platonica, risiede in un corpo che usa come suo strumento. Quando la corporeità decade, l'anima, che rimane intatta nella sua essenza, passa da un corpo all'altro per migliorarsi sempre più partendo sempre dalla tappa della perfezione precedentemente raggiunta. Una delle obiezioni riterrebbe che se l'anima non conservasse il ricordo delle esperienze passate non se ne potrebbe servire per perfezionarsi ulteriormente. E che questo accadrebbe non per alcuni ma per tutti i miliardi di uomini che oggi sono sulla Terra, tutti reincarnati senza più memoria delle vite precedenti. La reincarnazione non varrebbe a nulla se l'anima, dimentica della vita passata, dovesse ricominciare da capo ogni volta per rifare tutte le esperienze dimenticate ma che ha già fatto nelle vite passate. La reincarnazione, così, secondo queste obiezioni, sarebbe del tutto inutile.
Lo psichiatra Ian Stevenson, dell'Università della Virginia, ha studiato molti rapporti dei bambini che sostenevano di avere ricordi di una vita passata. Alle obiezioni di chi evidenziava come si trattasse di casi riguardanti la cultura orientale che crede religiosamente nella reincarnazione, Stevenson pubblicò anche il racconto di esperienze di reincarnazione avvenute in Occidente. Gli scettici, come Paul Edwards hanno analizzato molti di questi racconti teorizzandone il carattere aneddotico e di falsi ricordi che si genererebbero dal nostro sistema di credenze e di paure primordiali.
Carl Sagan nota come la cosiddetta reincarnazione rientri in quelle credenze in cui bisogna distinguere fra idee con una valida base scientifica e quelle che possono essere considerate semplicemente pseudoscienza. Sagan afferma che qualora nuove idee vengano presentate, queste devono essere verificate severamente con i mezzi del pensiero scettico e scientifico, e devono quindi superare una severa analisi. Così i dati empirici raccolti con cura da Stevenson non porterebbero a una spiegazione scientifica per lui soddisfacente.
Tra i casi di reincarnazione riportati da Stevenson sembrava vi fossero anche fenomeni di xenoglossia specie in due casi in cui un soggetto sotto ipnosi sembrava potesse conversare con persone che parlavano la lingua straniera, invece di limitarsi a recitare parole straniere. Sarah Thomason, linguista presso l'Università del Michigan, dopo aver rianalizzato questi casi, ha concluso che le pretese di xenoglossia tramite yoga hanno un supporto valido tramite antroposofia

## Nella letteratura e nell'arte

### Metempsicosi nella mitologia classica
Nella mitologia classica Poseidone fece reincarnare il figlio Cicno, che era stato ucciso da Achille durante la guerra di Troia, in un cigno. L'episodio è narrato nelle Metamorfosi di Ovidio:
(Ovidio, Metamorfosi, libro XII)
Un altro grande protagonista della guerra di Troia, anch'egli semidio e vittima di Achille, fu egualmente fatto reincarnare dopo la morte: Memnone, il bellissimo re degli Etiopi, che era figlio di Eos (anche stavolta la fonte è il testo ovidiano). La dea era inconsolabile, e Zeus decise di alleviarne il dolore: mentre la pira stava per ardere la testa e il corpo di Memnone (il sovrano era morto tramite decapitazione) si levò improvvisamente dalle fiamme uno stormo di uccelli. Memnone da quel momento avrebbe vissuto in ognuno di essi, e per sempre:
Il filosofo greco Pitagora, più sopra menzionato, sosteneva di essere la reincarnazione di Euforbo, giovane guerriero troiano ucciso da Menelao. Ovidio riporta questa convinzione nell'ultimo libro delle sue Metamorfosi.
Nel VI libro dell'Eneide, durante la discesa agli Inferi di Enea e della Sibilla Cumana, dalle parole che Anchise rivolge al figlio traspare la concezione pitagorico-orfica di Virgilio: Anchise descrive una teoria dei cicli e delle rinascite spiegando come molte ombre dei Campi Elisi si immergano nel fiume Lete per dimenticare le vite precedenti e poter dunque reincarnarsi in nuovi corpi terreni. Secondo vari studiosi, la descrizione della sofferenza di queste anime per gli errori delle vite passate (quisque suos patimur Manes, v.743) è una reminiscenza del Gorgia platonico, dove si parla delle sofferenze animiche di purificazione per un perfezionamento della vita successiva.

### Metempsicosi nella psicanalisi
La psicoanalista francese Françoise Dolto nel suo libro Solitudine felice scrive più volte che esiste la reincarnazione e che nascendo si scelgono sia la madre che il padre.

## Ricordo delle vite passate
Per poter ricordare le vite precedenti occorre secondo Tommaso Palamidessi tener presente l'anatomia occulta dell'essere umano, composta, oltre al corpo fisico, da uno eterico, uno astrale, e uno mentale, di cui solo la parte superiore, quella causale, consiste propriamente nell'Ego. Poiché i primi tre corpi citati vengono ricreati ex novo a ogni incarnazione dell'Ego, è solo in quest'ultimo che è possibile trovare traccia delle memorie anteriori alla vita in corso. Palamidessi espone quindi alcune tecniche per sviluppare e disciplinare le facoltà mentali, attraverso esercizi di potenziamento della concentrazione, della meditazione, della visualizzazione e della volontà, che non differiscono poi molto dai tentativi comuni di frugare nella memoria per ricordare qualunque evento che interessi, come ad esempio la ricerca di un oggetto smarrito in casa.
Palamidessi afferma di avere avuto già da bambino il ricordo di una sua precedente incarnazione: sostiene infatti di essere vissuto nel Cinquecento come Girolamo Cardano, astrologo e matematico milanese. Attraverso gli esercizi di concentrazione, avrebbe poi ricordato di essere stato un cavaliere templare bruciato sul rogo nella Francia del Duecento, e ancora prima di essere stato il teologo ed esoterista Origene.
Egli aggiunge che la sua personale balbuzie, compagna della sua vita attuale, era dovuta a un compenso karmico per aver pronunciato, al tempo della sua esistenza come Cardano, parole di maledizione contro i giudici che avevano condannato a morte suo figlio, commentando: «È importante usare le corde vocali, guai a chi le usa per maledire!».

### Esplicative
1. ↑  «Dottrinalmente il Buddhismo non insegna né l'esistenza dell'anima, né la sua trasmigrazione in successive incarnazioni, ma insiste sulla trasformazione dinamica, o "flusso" (samsāra) di esistenze. Tuttavia, nella sua influenza sul pensiero popolare, questa dottrina è assimilata a ogni altra dottrina sulla trasmigrazione» (Masaharu Anesaki, alla voce "Trasmigration (Buddhist)" in The Buddhists. Encyclopaedia of Buddhism, a cura di Subodh Kapoor, Cosmo Publications, New Delhi 2001, vol. V, pag. 1451).
2. ↑  Platone tratta della reincarnazione nell'orfismo in alcune sue opere: nel Fedone 70 c, nel Fedro 248 C-D e nella Repubblica (libro X) in cui appare la celebre formula: "Non il dàimon sceglierà voi, ma siete voi che sceglierete il dàimon". Influenzato dalle dottrine orfico-pitagoriche, il poeta romano Publio Virgilio Marone nel VI libro dell'Eneide accoglie la dottrina della reincarnazione, spiegata da Anchise a suo figlio Enea.
3. ↑  «Le anime disincarnate sono distribuite in vari ordini. Il dovere per alcune di queste è di entrare in corpi mortali e dopo un certo tempo sono nuovamente libere. Quelle dotate di una natura più divina sono sciolte dai vincoli terreni» (Filone d'Alessandria, in E. Bratina op. cit., pag. 37).
4. ↑  Secondo la teologia cattolica in realtà Cristo non ha mai parlato di reincarnazione, ma soprattutto questa è in contraddizione con la Resurrezione. Ma poi:
  - Nell'episodio del cieco nato, sono i discepoli che pensano che possa aver peccato lui od i suoi genitori. È Gesù che nel versetto successivo chiarisce questa questione presente nella mentalità ebraica: «[3]Rispose Gesù: «Né lui ha peccato né i suoi genitori, ma è così perché si manifestassero in lui le opere di Dio.». Dunque questo male fisico non era dovuto ne per i suoi peccati, ne per quello dei suoi genitori, contrariamente a quanto loro pensavano.
  - In Matteo (XII, 31-32) Gesù dice: «[31]Perciò io vi dico: Qualunque peccato e bestemmia sarà perdonata agli uomini, ma la bestemmia contro lo Spirito non sarà perdonata. [32]A chiunque parlerà male del Figlio dell'uomo sarà perdonato; ma la bestemmia contro lo Spirito, non gli sarà perdonata né in questo secolo, né in quello futuro.». Dunque ne in questa vita, ne in quella futura che verrà dopo la morte, ovvero nell'aldilà.
  - Nel vangelo di Luca, il buon ladrone viene portato subito in Paradiso, essendosi pentito e riconosciuto peccatore di fronte a Gesù. «[42]E aggiunse: «Gesù, ricordati di me quando entrerai nel tuo regno». [43]Gli rispose: «In verità ti dico, oggi sarai con me nel paradiso».
5. ↑  «Se un asiatico mi domandasse la definizione dell'Europa sarei obbligato a rispondere: è quella parte del mondo infestata dall'incredibile illusione che l'uomo sia stato creato dal nulla e che la sua nascita sia la sua prima venuta nella vita» (Schopenhauer, Parerga e Paralipomena, vol. II, cap. XV).
6. ↑  
«The doctrine of transmigration was prevalent from the second century onward among some Gnostic sects and especially among Manicheans and was maintained in several circles in the Christian Church (perhaps even by Origen). It is not impossible that this doctrine became current in some Jewish circles, who could have received it from Indian philosophies through Manicheism, or from Platonic and neoplatonic as well as from Orphic teachings.»
(Gershom Scholem. Ghilgul in Encyclopedia Judaica vol.7. New York, Gale, 2007, p.602)
7. ↑  «S'intende spiritismo francese, occultismo francese, metapsichismo francese, con qualche notizia dell’Inghilterra: il resto del mondo non conta; in Italia si coltivano le sole carote che ci vengono seminate dai libri francesi» (Giuliano Kremmerz, La scienza dei Magi, vol. 2, p. 363, Mediterranee, 1983).

### Bibliografiche
1. ↑   Reincarnazione, in Treccani.it – Enciclopedie on line, Roma, Istituto dell'Enciclopedia Italiana.
2. ↑   Reincarnazione, in Treccani.it – Vocabolario Treccani on line, Roma, Istituto dell'Enciclopedia Italiana. URL consultato il 23 dicembre 2022.
3. ↑  Olimpiodoro, Commento al Fedone, 81, 2
4. ↑  Plotino, Enneadi, I, 1, 12; II, 9, 6; IV, 3, 9
5. ↑  Diels-Kranz, I presocratici,  (Ferecide) 7, A,2: «καὶ πρῶτον τὸν περὶ τῆς μετεμψυχώσεως λόγον εἰσηγήσασθαι»
6. ↑  La più antica testimonianza della dottrina della metensomatosi/metempiscosi è nella II Olimpica (56-80) di Pindaro.
7. ↑  Gabrio Andena et alii, L'essenza del Neopaganesimo, a cura di Davide Marré, Circolo dei Trivi, 2008, p,112
8. ↑  Metempsicosi nell'Enciclopedia Italiana Treccani
9. ↑  Fabio Mora, Religione e religioni nelle storie di Erodoto, Edizioni universitarie Jaca, 1986 pagg.115-123
10. ↑  Aristotele, De anima 407b20 = 58 B 39 DK, p. 955 tr. it.
11. ↑  Platone, Menone, 81 AD; Fedone, 70 A, ecc.
12. ↑  Platone, Fedone, 61b
13. ↑  Diogene Laerzio,21 B 7 DK in VIII, 36, pp. 301-303 tr. it.
14. ↑  Edoardo Bratina ''Vite e dottrine dei filosofi'', ''La Reincarnazione, documentata dalla religione, filosofia e scienza'', ETI, Trieste 1972, p. 27.
15. ↑  Platone, La Repubblica, libro X.
16. ↑  Fedone, 75 d.
17. ↑   Battista Mondin, Fenomenologia della persona, in Ontologia e metafisica, Bologna, ESD, 1998,  p. 268, OCLC 43424782.
18. ↑  «È una credenza universalmente ammessa che l'anima che ha commesso peccati li espia, subendo una punizione nel mondo invisibile e poi passa in nuovi corpi», tratto da Plotino, Enneadi (in E. Bratina, op. cit., pag. 34).
19. ↑   Eb 9,27, su La Parola - La Sacra Bibbia in italiano in Internet.
20. ↑  Edmond Bertholet, La Reincarnazione nel mondo antico, ed. Mediterranee, 1978.
21. ↑  E. Bertholet, op. cit., pag. 280.
22. ↑  Prophet, Reincarnazione. L'anello mancante del cristianesimo (v. bibliografia).
23. ↑  Matteo XVI, 13-14.
24. ↑   Matteo 16:13-20, su laparola.net.
25. ↑   Mt 11,14, su La Parola - La Sacra Bibbia in italiano in Internet.
26. ↑   Gianfranco Ravasi, La reincarnazione nella Bibbia?, su famigliacristiana.it. URL consultato il 22 ottobre 2024.
27. ↑  Matteo XVII, 12-13.
28. ↑   Matteo 17, su laparola.net.
29. ↑   Matteo 11:13-14, su laparola.net..
30. ↑   Giovanni 9:34, su laparola.net..
31. ↑   Ben Adam, LA REINCARNAZIONE È POSSIBILE DICE GESU', non capito, NEI VANGELI. MA PUÒ ESSERE ERRATA.. URL consultato il 5 maggio 2022.
32. ↑   1Pietro 3:18-20, su La Parola - La Sacra Bibbia in italiano in Internet.
33. ↑   Giovanni 3:1-6, su La Parola - La Sacra Bibbia in italiano in Internet.
34. ↑  Gregorio Nisseno, Grande discorso catechetico, tom. III.
35. 1 2  Edmond Bertholet, La Reincarnation, Paris, 1972.
36. ↑  Origene, I Princípi 1,8,4; Commento al Vangelo di Giovanni 6,10,64; Commento alla Lettera ai Romani 5,1; 6,8; Commento al Vangelo di Matteo 11,17; Contro Celso 1,20
37. ↑  Origene, Contro Celso 3,75
38. ↑  Origene, Commento al Vangelo di Matteo 13,1
39. ↑   Battista Mondin, Fenomenologia della persona, in Ontologia e metafisica, Bologna, ESD, 1998,  p. 279, OCLC 43424782.
40. ↑  «Noi crediamo in una serie infinita di reincarnazioni dell'anima, di vita in vita, di mondo in mondo, ciascuna delle quali rappresenta un miglioramento ulteriore…» (Mazzini, in E. Bratina, op. cit., pag. 70).
41. ↑  G. Macgregor, Reincarnation in Christianity. A new Vision of the role of rebirth in christian thought (v. bibliografia).
42. ↑  Tommaso Palamidessi, Memorie di vite passate e loro tecniche, Edizioni Archeosofica, 1977.
43. ↑   Congregazione per la Dottrina della Fede, Notificazione sulla validità del battesimo conferito dalla «Christian Community» o «Die Christengemeinschaft» di Rudolf Steiner, su vatican.va. URL consultato il 5 agosto 2019 (archiviato l'8 dicembre 2010).
44. ↑  E. Bratina, op. cit., pag. 21.
45. ↑  A.C. Bhaktivedanta Swami Prabhupada, La reincarnazione: la scienza eterna della vita, trad. it., Edizioni Bhaktivedanta, Firenze 1983
46. ↑  Le religioni in Italia: Il "credere senza appartenere" e la rilevanza del pluralismo
47. ↑  Incipit del Qoelet (o Ecclesiaste), testo contenuto nella Bibbia ebraica e cristiana, tradizionalmente attribuito a Salomone.
48. 1 2 3   Gabriele Mandel, La via la sufismo, Bompiani, 2016,  pp. 164-165, ISBN 978-88-452-1275-8.
49. ↑   Gabriele Mandel, La via la sufismo, Bompiani, 2016,  pp. 162 e 167, ISBN 978-88-452-1275-8.
50. ↑   Rudolf Steiner e il Karma, su area75.eu. URL consultato il 28 giugno 2017.
51. 1 2  Rudolf Steiner, Universo, terra, uomo (Welt, Erde und Mensch, deren Wesen und Entwickelung, sovie ihre Spiegelung in dem Zusammenhang zwischen iiuptischem Mythos undgegenwürtiger Kultur), Editrice Antroposofica, Milano, 2005. ISBN 88-7787-370-1
52. ↑   La Società Antroposofica, in Le religioni in Italia, 7 aprile 2014. URL consultato il 22 giugno 2017.
53. ↑   Rudolf Steiner, La scienza occulta nelle sue linee generali (PDF), traduzione di Emmelina de Renzis ed Emma Bataglini, prefazione di Arturo Onofri, 4ª ed., Bari, Laterza, 1932  [1910].
54. ↑   Francesco Giorgi, Sulla reincarnazione, su ospi.it. URL consultato il 30 agosto 2018 (archiviato dall'url originale il 16 gennaio 2018).
55. ↑  Helen Wambach, Storie vere di viaggi meravigliosi dentro la vita prima della nascita, edizioni Mediterranee, 1991.
56. ↑  Di seguito alcuni best seller di Brian Weiss editi da Oscar Mondadori: Molte vite, un'Anima Sola, 2008; Oltre le porte del tempo, 2000; Molte vite, un solo amore, 1996;
57. ↑  Ian Stevenson, Reincarnazione, 20 casi a sostegno, Armenia edizioni, 2005.
58. ↑  Jim B. Tucker, Life before Life: a scientific investigation of children's memories of previous life, edito da St. Martin's Griffin, 2008 ISBN 0-312-37674-X.
59. ↑  Fonte: Maurizio Molinari, Gli scienziati studiano i bimbi che ricordano le loro vite precedenti[collegamento interrotto], su Tuttoscienze, inserto del quotidiano La Stampa del 21 giugno 2006.
60. ↑  R.Guenon, L'errore dello spiritismo, Luni editrice 2014, Parte II, cap. VI, «La reincarnazione», pp.194-220.
61. 1 2  Già pubblicato sulla Rivista di Studi Esoterici "O'Thanatos", fascicolo n. 7, Rebis, luglio 1923.
62. ↑  Edouard Bertholet, La reincarnazione nel mondo moderno, Edizioni Mediterranee, 1994 p.116
63. ↑  La reincarnazione mito illusorio
64. ↑  Ian Stevenson, Op.cit.
65. ↑  Paul Edwards, Reincarnation: A Critical Examination, Prometheus Books 1996, 2001
66. ↑  Carl Sagan, Il mondo infestato dai demoni, con sottotitolo La scienza e il nuovo oscurantismo, Baldini & Castoldi 1997
67. ↑  Sarah G. Thomason, Xenoglossy (In Stein Gordon The Encyclopedia of the Paranormal, Prometheus Books 1996
68. 1 2  Ovidio, Metamorfosi, libro XII, traduzione di Giovanni Andrea Dell'Anguillara
69. ↑  Virgilio, Eneide, Mondadori 1989, Commento p.772
70. ↑  Ibidem, p.773
71. 1 2 3 4  Tommaso Palamidessi, La Memoria delle Vite Passate e la sua Tecnica, quaderno di Archeosofia n. 5.
72. ↑   Frammenti di ricordi di vite passate, su archeosofica.org.
73. ↑  Palamidessi, La Memoria delle Vite Passate, op. cit., pag. 16.